# Marine Corps Recruiting Command
Le Marine Corps Recruiting Command est un commandement du Corps des Marines des États-Unis chargé du recrutement militaire pour le Corps. En plus du recrutement, le commandement est également responsable de la formation des recrues  et de l'école des candidats officiers. 

## Histoire
Avec la création du Corps en 1775, la première campagne de recrutement a eu lieu à Tun Tavern à Philadelphie. À l'époque, le recrutement de volontaires incombait aux différents commandants d'unités disséminées à travers les États-Unis pour protéger les installations navales et les navires de guerre. Le recrutement par affiches jusqu'à la guerre de Sécession promettait des primes pour le service en mer. 
Après la fin de la conscription aux États-Unis en 1972, les recruteurs ont dû passer du simple traitement de recrues à la recherche active et à l'encouragement à rejoindre une force composée uniquement d'engagés volontaires. 
Parce qu'il y a peu d'installations des Marines dans les États, les recruteurs des marines sont généralement le visage public du Corps, vu le plus souvent par la population civile. 

## Recrutement
Les recruteurs gèrent le recrutement dans le corps. La plupart du temps, il s'agit d'engagés volontaires (hommes du rang), mais il est possible de s'engager comme officier sous contrat. 
Toutes les recrues potentielles sont examinées par les recruteurs pour les normes physiques et la condition physique, s'assurer d'une éducation minimale (un diplôme d'études secondaires ou équivalent, comme un GED pour les enrôlés et un baccalauréat pour les officiers). Les recruteurs s'assurent aussi de l'absence de condamnations importantes et de consommation de drogues. La batterie des tests d'aptitudes professionnelles est effectuée pour déterminer les qualifications requises pour un domaine d'emploi (connu sous le nom de spécialité professionnelle militaire). 
Les Marines engagés qui se qualifient et réussissent à passer les tests de recrutement peuvent être envoyés vers les centres de formation. Les recrues des 1er, 4e et 6e districts du Marine Corps iront au Marine Corps Recruit Depot Parris Island, tandis que les hommes des 8e, 9e et 12e districts iront au Marine Corps Recruit Depot San Diego. Toutes les femmes engagées suivent une formation de recrues à Parris Island, quel que soit le district. 
Les officiers peuvent provenir de plusieurs origines : la sélection d'officiers par les postes de recrutement, le corps de formation des officiers de la Réserve navale et le recrutement sous contrat. La grande majorité sera formée à l'école des candidats officiers, mais certains iront à la Naval Academy,. 

## Structure

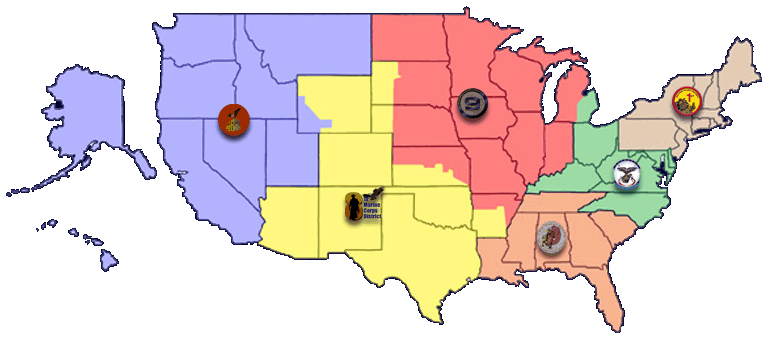
Carte des districts de recrutement

Aux fins du recrutement des Marines, les États-Unis sont divisés en deux régions. La région de recrutement de l'Est couvre principalement les districts à l'est du fleuve Mississippi. La région de recrutement de l'Ouest couvre principalement les districts à l'ouest du Mississippi. 
Les deux régions sont divisées en trois districts chacune, comprenant chacun plusieurs États. Ceux-ci sont subdivisées en stations de recrutement (RS) situées dans les grandes régions métropolitaines, avec des sous-stations de recrutement (RSS) plus petites couvrant les petites villes et les zones rurales. Certaines sous-stations de recrutement (RSS) ont des bureaux satellites encore plus petits appelés stations de contact permanent (PCS), souvent dirigées par un seul recruteur. 
Le Marine Corps Recruiting Command compte environ 3000 recruteurs opérant dans 48 stations de recrutement, 574 sous-stations de recrutement et 71 sites de sélection d'officiers sur le continent américain, en Alaska, à Hawaï, à Porto Rico et à Guam. 

### 1st Marine Corps District
Le 1er District du Corps des Marines couvre le nord-est des États-Unis, y compris la Nouvelle-Angleterre. C'est le seul district du Marine Corps Recruiting Command à commander une base. 
Il dispose des postes de recrutement suivants:  
- RS Albany
- RS Baltimore
- RS Harrisburg
- RS New Jersey
- RS New York
- RS Pittsburgh
- RS Boston
- RS Springfield

### 4th Marine Corps District
Le 4e District du Corps des Marines couvre la Ceinture de la Rouille et certains des États de l'Atlantique Sud, et est basé à New Cumberland, Pennsylvanie. Il est le seul district à avoir un quartier général situé en dehors de sa juridiction. 
Il dispose des postes de recrutement suivants:  
- RS Columbus
- RS Cleveland, Ohio
- RS Lansing, Michigan
- RS Frederick
- RS Louisville
- RS Raleigh
- RS Richmond

### 6th Marine Corps District
Le 6e district du Corps des Marines couvre le sud-est des États-Unis (principalement le Grand Sud), ainsi que Porto Rico et les îles Vierges américaines. Il est basé au Marine Corps Recruit Depot Parris Island, en Caroline du Sud. 
Il dispose des postes de recrutement suivants: 
- RS Atlanta
- RS Baton Rouge
- RS Columbia
- RS Ft. Lauderdale
- RS Jacksonville
- RS Montgomery
- RS Nashville
- RS Orlando

### 8th Marine Corps District
Le 8e district du Corps des Marines couvre la moitié sud du centre des États-Unis et du sud des États des montagnes, et son siège est situé à NAS Fort Worth JRB sur le côté ouest de Fort Worth, Texas. 
Il dispose des postes de recrutement suivants: 
- RS Albuquerque
- RS Dallas
- RS Denver
- RS Fort Worth
- RS Houston
- RS Oklahoma City
- RS Phoenix
- RS San Antonio

### 9th Marine Corps District
Le 9e district du Corps des Marines couvre la majorité du Midwest des États-Unis. Sa base est à Naval Station Great Lakes, Illinois. 
Il dispose des postes de recrutement suivants: 
- RS Kansas City
- RS Chicago
- RS Des Moines
- RS Indianapolis
- RS St. Louis
- RS Milwaukee
- RS Twin Cities

### 12th Marine Corps District
Le 12e district du Corps des Marines couvre une grande partie de l'ouest des États - Unis, l'Alaska, Hawaï et les territoires du Pacifique. Son est à Marine Corps Recruit Depot San Diego. 
Il dispose des postes de recrutement suivants:  
- RS Seattle
- RS Portland
- RS Sacramento
- RS San Francisco
- RS Los Angeles
- RS San Diego
- RS Orange County
- RS Riverside